# 凯旋东路街道
凯旋东路街道，是中华人民共和国河南省洛陽市西工区下辖的一个乡镇级行政单位。

## 行政区划
凯旋东路街道下辖以下地区：
长乐街社区、团结巷社区、洛浦路社区和洛阳桥社区。